# Großer Preis von Japan 1992
Der Große Preis von Japan 1992 (offiziell XVIII Fuji Television Japanese Grand Prix) fand am 25. Oktober auf dem Suzuka International Racing Course in Suzuka statt und war das 15. Rennen der Formel-1-Weltmeisterschaft 1992.

## Berichte

### Hintergrund
Für die beiden letzten Rennen des Jahres wurde Ivan Capelli bei Ferrari durch Nicola Larini ersetzt. Jan Lammers kehrte mehr als zehn Jahre nach seinem letzten Formel-1-Auftritt beim Großen Preis von Frankreich 1982 in die Grand-Prix-Szene zurück, um den Platz von Karl Wendlinger bei March zu übernehmen. Vom Team dringend benötigte Sponsorengelder, die Lammers mitbrachte, hatten zu diesem Wechsel geführt.
Mit Gerhard Berger (zweimal) und Ayrton Senna (einmal) traten zwei ehemalige Sieger zu diesem Grand Prix an.

### Training
Nigel Mansell absolvierte zum 13. Mal in der laufenden Saison die schnellste Trainingsrunde. Sein Teamkollege Riccardo Patrese qualifizierte sich für den zweiten Startplatz vor den beiden McLaren-Piloten Senna und Berger sowie Michael Schumacher auf Benetton und den beiden Lotus-Teamkollegen Johnny Herbert und Mika Häkkinen.
Wegen starken Regens waren während des zweiten Qualifikationstrainings am Samstag keine Zeitverbesserungen möglich. Die meisten Piloten verzichteten daher auf eine Teilnahme an diesem Durchgang.

### Rennen
Die erste Runde des Rennens beendete Mansell bereits mit rund 3,1 Sekunden Vorsprung vor seinem Teamkollegen Patrese. Senna, der zunächst auf dem dritten Rang lag, schied nach zwei Umläufen wegen eines Motorschadens aus. Sein Teamkollege Berger fiel nach zehn Runden durch einen unplanmäßigen Boxenstopp hinter Schumacher, Herbert und Häkkinen zurück. Innerhalb von zwei Umläufen mussten sowohl Schumacher als auch der ihm zuvor direkt folgende Herbert aufgrund von Getriebeschäden aufgeben.
Nachdem er durch Trümmerteile gefahren war, die nach einem Unfall von Maurício Gugelmin auf der Strecke lagen, legte Mansell einen Boxenstopp ein, um seine Reifen wechseln zu lassen. Dennoch lag er danach weiterhin mit rund 20 Sekunden Vorsprung in Führung vor Patrese und Berger, die bereits früher planmäßig gestoppt hatten. Martin Brundle, der sich nur für den 13. Startplatz qualifiziert hatte, lag zu diesem Zeitpunkt bereits auf dem fünften Rang hinter Häkkinen. Auf dem sechsten Platz folgte Érik Comas vor Andrea de Cesaris.
In der 36. Runde verlangsamte Mansell absichtlich, um seinen Teamkollegen überholen zu lassen und diesen anschließend unter Druck zu setzen. Ebenso wie bereits beim Großen Preis von Italien sechs Wochen zuvor wollte er dadurch offenbar demonstrieren, dass er der überlegene Fahrer des Teams sei. In der 45. Runde schied er dann allerdings aufgrund eines Motorschadens aus.
Patrese gewann das Rennen vor Berger und Brundle, der vom technisch bedingten Ausfall Häkkinens profitierte. de Cesaris belegte den vierten Platz vor Jean Alesi und Christian Fittipaldi.

## Meldeliste
| Team                           | Nr. | Fahrer               | Chassis        | Motor                       | Reifen |
| ------------------------------ | --- | -------------------- | -------------- | --------------------------- | ------ |
| Honda Marlboro McLaren         | 01  | Ayrton Senna         | McLaren MP4/7A | Honda RA122E 3.5 V12        | G      |
| Honda Marlboro McLaren         | 02  | Gerhard Berger       | McLaren MP4/7A | Honda RA122E 3.5 V12        | G      |
| Tyrrell Racing Organisation    | 03  | Olivier Grouillard   | Tyrrell 020B   | Ilmor 2175A 3.5 V10         | G      |
| Tyrrell Racing Organisation    | 04  | Andrea de Cesaris    | Tyrrell 020B   | Ilmor 2175A 3.5 V10         | G      |
| Canon Williams Team            | 05  | Nigel Mansell        | Williams FW14B | Renault RS3C 3.5 V10        | G      |
| Canon Williams Team            | 06  | Riccardo Patrese     | Williams FW14B | Renault RS3C 3.5 V10        | G      |
| Footwork Mugen Honda           | 09  | Michele Alboreto     | Footwork FA13  | Mugen-Honda MF-351H 3.5 V10 | G      |
| Footwork Mugen Honda           | 10  | Aguri Suzuki         | Footwork FA13  | Mugen-Honda MF-351H 3.5 V10 | G      |
| Team Lotus                     | 11  | Mika Häkkinen        | Lotus 107      | Ford Cosworth HB 3.5 V8     | G      |
| Team Lotus                     | 12  | Johnny Herbert       | Lotus 107      | Ford Cosworth HB 3.5 V8     | G      |
| March F1                       | 16  | Jan Lammers          | March CG911    | Ilmor 2175A 3.5 V10         | G      |
| March F1                       | 17  | Emanuele Naspetti    | March CG911    | Ilmor 2175A 3.5 V10         | G      |
| Camel Benetton Ford            | 19  | Michael Schumacher   | Benetton B192  | Ford Cosworth HB 3.5 V8     | G      |
| Camel Benetton Ford            | 20  | Martin Brundle       | Benetton B192  | Ford Cosworth HB 3.5 V8     | G      |
| BMS Scuderia Italia            | 21  | JJ Lehto             | Dallara 192    | Ferrari 037 3.5 V12         | G      |
| BMS Scuderia Italia            | 22  | Pierluigi Martini    | Dallara 192    | Ferrari 037 3.5 V12         | G      |
| Minardi Team                   | 23  | Christian Fittipaldi | Minardi M192   | Lamborghini 3512 3.5 V12    | G      |
| Minardi Team                   | 24  | Gianni Morbidelli    | Minardi M192   | Lamborghini 3512 3.5 V12    | G      |
| Ligier Gitanes Blondes         | 25  | Thierry Boutsen      | Ligier JS37    | Renault RS3C 3.5 V10        | G      |
| Ligier Gitanes Blondes         | 26  | Érik Comas           | Ligier JS37    | Renault RS3C 3.5 V10        | G      |
| Scuderia Ferrari               | 27  | Jean Alesi           | Ferrari F92AT  | Ferrari 040 3.5 V12         | G      |
| Scuderia Ferrari               | 28  | Nicola Larini        | Ferrari F92A   | Ferrari 040 3.5 V12         | G      |
| Central Park Venturi Larrousse | 29  | Bertrand Gachot      | Venturi LC92   | Lamborghini 3512 3.5 V12    | G      |
| Central Park Venturi Larrousse | 30  | Ukyō Katayama        | Venturi LC92   | Lamborghini 3512 3.5 V12    | G      |
| Sasol Jordan Yamaha            | 32  | Stefano Modena       | Jordan 192     | Yamaha OX99 3.5 V12         | G      |
| Sasol Jordan Yamaha            | 33  | Maurício Gugelmin    | Jordan 192     | Yamaha OX99 3.5 V12         | G      |

## Klassifikationen

### Qualifying
| Pos. | Fahrer               | Konstrukteur         | 1. Qualifikationstraining | 1. Qualifikationstraining | 2. Qualifikationstraining | 2. Qualifikationstraining | Start |
| Pos. | Fahrer               | Konstrukteur         | Zeit                      | Ø-Geschwindigkeit         | Zeit                      | Ø-Geschwindigkeit         | Start |
| ---- | -------------------- | -------------------- | ------------------------- | ------------------------- | ------------------------- | ------------------------- | ----- |
| 01   | Nigel Mansell        | Williams-Renault     | 1:37,360                  | 216,828 km/h              | 2:07,703                  | 165,309 km/h              | 01    |
| 02   | Riccardo Patrese     | Williams-Renault     | 1:38,219                  | 214,932 km/h              | 2:13,971                  | 157,574 km/h              | 02    |
| 03   | Ayrton Senna         | McLaren-Honda        | 1:38,375                  | 214,591 km/h              | –                         | –                         | 03    |
| 04   | Gerhard Berger       | McLaren-Honda        | 1:40,296                  | 210,481 km/h              | –                         | –                         | 04    |
| 05   | Michael Schumacher   | Benetton-Ford        | 1:40,922                  | 209,175 km/h              | –                         | –                         | 05    |
| 06   | Johnny Herbert       | Lotus-Ford           | 1:41,030                  | 208,952 km/h              | –                         | –                         | 06    |
| 07   | Mika Häkkinen        | Lotus-Ford           | 1:41,415                  | 208,159 km/h              | –                         | –                         | 07    |
| 08   | Érik Comas           | Ligier-Renault       | 1:42,187                  | 206,586 km/h              | –                         | –                         | 08    |
| 09   | Andrea de Cesaris    | Tyrrell-Ilmor        | 1:42,361                  | 206,235 km/h              | 2:13,715                  | 157,876 km/h              | 09    |
| 10   | Thierry Boutsen      | Ligier-Renault       | 1:42,428                  | 206,100 km/h              | –                         | –                         | 10    |
| 11   | Nicola Larini        | Ferrari              | 1:42,488                  | 205,979 km/h              | –                         | –                         | 11    |
| 12   | Christian Fittipaldi | Minardi-Lamborghini  | 1:42,617                  | 205,720 km/h              | –                         | –                         | 12    |
| 13   | Martin Brundle       | Benetton-Ford        | 1:42,626                  | 205,702 km/h              | –                         | –                         | 13    |
| 14   | Gianni Morbidelli    | Minardi-Lamborghini  | 1:42,627                  | 205,700 km/h              | 2:10,260                  | 162,064 km/h              | 14    |
| 15   | Jean Alesi           | Ferrari              | 1:42,824                  | 205,306 km/h              | –                         | –                         | 15    |
| 16   | Aguri Suzuki         | Footwork-Mugen-Honda | 1:43,029                  | 204,898 km/h              | –                         | –                         | 16    |
| 17   | Stefano Modena       | Jordan-Yamaha        | 1:43,117                  | 204,723 km/h              | 2:19,944                  | 150,849 km/h              | 17    |
| 18   | Bertrand Gachot      | Venturi-Lamborghini  | 1:43,156                  | 204,645 km/h              | –                         | –                         | 18    |
| 19   | Pierluigi Martini    | Dallara-Ferrari      | 1:43,251                  | 204,457 km/h              | –                         | –                         | 19    |
| 20   | Ukyō Katayama        | Venturi-Lamborghini  | 1:43,488                  | 203,989 km/h              | –                         | –                         | 20    |
| 21   | Olivier Grouillard   | Tyrrell-Ilmor        | 1:43,941                  | 203,100 km/h              | –                         | –                         | 21    |
| 22   | JJ Lehto             | Dallara-Ferrari      | 1:44,037                  | 202,912 km/h              | –                         | –                         | 22    |
| 23   | Jan Lammers          | March-Ilmor          | 1:44,075                  | 202,838 km/h              | –                         | –                         | 23    |
| 24   | Michele Alboreto     | Footwork-Mugen-Honda | 1:44,149                  | 202,694 km/h              | 2:25,413                  | 145,175 km/h              | 24    |
| 25   | Maurício Gugelmin    | Jordan-Yamaha        | 1:44,253                  | 202,492 km/h              | –                         | –                         | 25    |
| 26   | Emanuele Naspetti    | March-Ilmor          | 1:47,303                  | 196,736 km/h              | –                         | –                         | 26    |

### Rennen
| Pos. | Fahrer               | Konstrukteur         | Runden | Stopps | Zeit        | Start | Schnellste Runde |
| ---- | -------------------- | -------------------- | ------ | ------ | ----------- | ----- | ---------------- |
| 01   | Riccardo Patrese     | Williams-Renault     | 53     | 1      | 1:33:09,553 | 02    | 1:40,910         |
| 02   | Gerhard Berger       | McLaren-Honda        | 53     | 2      | + 13,729    | 04    | 1:42,180         |
| 03   | Martin Brundle       | Benetton-Ford        | 53     | 2      | + 1:15,503  | 13    | 1:43,105         |
| 04   | Andrea de Cesaris    | Tyrrell-Ilmor        | 52     | 0      | + 1 Runde   | 09    | 1:44,760         |
| 05   | Jean Alesi           | Ferrari              | 52     | 1      | + 1 Runde   | 15    | 1:45,455         |
| 06   | Christian Fittipaldi | Minardi-Lamborghini  | 52     | 0      | + 1 Runde   | 12    | 1:45,638         |
| 07   | Stefano Modena       | Jordan-Yamaha        | 52     | 0      | + 1 Runde   | 17    | 1:45,413         |
| 08   | Aguri Suzuki         | Footwork-Mugen-Honda | 52     | 1      | + 1 Runde   | 16    | 1:45,928         |
| 09   | JJ Lehto             | Dallara-Ferrari      | 52     | 0      | + 1 Runde   | 22    | 1:45,846         |
| 10   | Pierluigi Martini    | Dallara-Ferrari      | 52     | 0      | + 1 Runde   | 19    | 1:45,650         |
| 11   | Ukyō Katayama        | Venturi-Lamborghini  | 52     | 2      | + 1 Runde   | 20    | 1:43,233         |
| 12   | Nicola Larini        | Ferrari              | 52     | 1      | + 1 Runde   | 11    | 1:45,661         |
| 13   | Emanuele Naspetti    | March-Ilmor          | 51     | 0      | + 2 Runden  | 26    | 1:45,613         |
| 14   | Gianni Morbidelli    | Minardi-Lamborghini  | 51     | 0      | + 2 Runden  | 14    | 1:45,827         |
| 15   | Michele Alboreto     | Footwork-Mugen-Honda | 51     | 0      | + 2 Runden  | 24    | 1:46,560         |
| –    | Nigel Mansell        | Williams-Renault     | 44     | 1      | DNF         | 01    | 1:40,646         |
| –    | Mika Häkkinen        | Lotus-Ford           | 44     | 1      | DNF         | 07    | 1:43,288         |
| –    | Bertrand Gachot      | Venturi-Lamborghini  | 39     | 0      | DNF         | 18    | 1:44,960         |
| –    | Érik Comas           | Ligier-Renault       | 36     | 0      | DNF         | 08    | 1:45,340         |
| –    | Jan Lammers          | March-Ilmor          | 27     | 0      | DNF         | 23    | 1:48,218         |
| –    | Maurício Gugelmin    | Jordan-Yamaha        | 22     | 0      | DNF         | 25    | 1:47,633         |
| –    | Johnny Herbert       | Lotus-Ford           | 15     | 0      | DNF         | 06    | 1:45,028         |
| –    | Michael Schumacher   | Benetton-Ford        | 13     | 0      | DNF         | 05    | 1:46,218         |
| –    | Olivier Grouillard   | Tyrrell-Ilmor        | 6      | 0      | DNF         | 21    | 1:48,225         |
| –    | Thierry Boutsen      | Ligier-Renault       | 3      | 0      | DNF         | 10    | 2:00,768         |
| –    | Ayrton Senna         | McLaren-Honda        | 2      | 0      | DNF         | 03    | 1:46,229         |

## WM-Stände nach dem Rennen
Die ersten sechs des Rennens bekamen 10, 6, 4, 3, 2 bzw. 1 Punkt(e).

### Fahrerwertung
| Pos. | Fahrer               | Konstrukteur         | Punkte |
| ---- | -------------------- | -------------------- | ------ |
| 01   | Nigel Mansell        | Williams-Renault     | 108    |
| 02   | Riccardo Patrese     | Williams-Renault     | 56     |
| 03   | Ayrton Senna         | McLaren-Honda        | 50     |
| 04   | Michael Schumacher   | Benetton-Ford        | 47     |
| 05   | Gerhard Berger       | McLaren-Honda        | 39     |
| 06   | Martin Brundle       | Benetton-Ford        | 34     |
| 07   | Jean Alesi           | Ferrari              | 15     |
| 08   | Mika Häkkinen        | Lotus-Ford           | 11     |
| 09   | Andrea de Cesaris    | Tyrrell-Ilmor        | 8      |
| 10   | Michele Alboreto     | Footwork-Mugen-Honda | 6      |
| 11   | Érik Comas           | Ligier-Renault       | 4      |
| 12   | Karl Wendlinger      | March-Ilmor          | 3      |
| 13   | Ivan Capelli         | Ferrari              | 3      |
| 14   | Pierluigi Martini    | Dallara-Ferrari      | 2      |
| 15   | Johnny Herbert       | Lotus-Ford           | 2      |
| 16   | Christian Fittipaldi | Minardi-Lamborghini  | 1      |
| 17   | Bertrand Gachot      | Venturi-Lamborghini  | 1      |
| 18   | Aguri Suzuki         | Footwork-Mugen-Honda | 0      |

| Pos. | Fahrer             | Konstrukteur                  | Punkte |
| ---- | ------------------ | ----------------------------- | ------ |
| 19   | JJ Lehto           | Dallara-Ferrari               | 0      |
| 20   | Thierry Boutsen    | Ligier-Renault                | 0      |
| 21   | Gianni Morbidelli  | Minardi-Lamborghini           | 0      |
| 22   | Maurício Gugelmin  | Jordan-Yamaha                 | 0      |
| 23   | Stefano Modena     | Jordan-Yamaha                 | 0      |
| 24   | Olivier Grouillard | Tyrrell-Ilmor                 | 0      |
| 25   | Ukyō Katayama      | Venturi-Lamborghini           | 0      |
| 26   | Paul Belmondo      | March-Ilmor                   | 0      |
| 27   | Eric van de Poele  | Fondmetal-Ford / Brabham-Judd | 0      |
| 28   | Emanuele Naspetti  | March-Ilmor                   | 0      |
| 29   | Damon Hill         | Brabham-Judd                  | 0      |
| 30   | Nicola Larini      | Ferrari                       | 0      |
| 31   | Gabriele Tarquini  | Fondmetal-Ford                | 0      |
| –    | Andrea Chiesa      | Fondmetal-Ford                | 0      |
| –    | Roberto Moreno     | Andrea Moda-Judd              | 0      |
| –    | Alessandro Zanardi | Minardi-Lamborghini           | 0      |
| –    | Jan Lammers        | March-Ilmor                   | 0      |

### Konstrukteurswertung
| Pos. | Konstrukteur         | Punkte |
| ---- | -------------------- | ------ |
| 01   | Williams-Renault     | 164    |
| 02   | McLaren-Honda        | 89     |
| 03   | Benetton-Ford        | 81     |
| 04   | Ferrari              | 18     |
| 05   | Lotus-Ford           | 13     |
| 06   | Tyrrell-Ilmor        | 8      |
| 07   | Footwork-Mugen-Honda | 6      |
| 08   | Ligier-Renault       | 4      |

| Pos. | Konstrukteur        | Punkte |
| ---- | ------------------- | ------ |
| 09   | March-Ilmor         | 3      |
| 10   | Dallara-Ferrari     | 2      |
| 11   | Minardi-Lamborghini | 1      |
| 12   | Venturi-Lamborghini | 1      |
| 13   | Jordan-Yamaha       | 0      |
| 14   | Brabham-Judd        | 0      |
| 15   | Fondmetal-Ford      | 0      |
| –    | Andrea Moda-Judd    | 0      |